# Pan Americanos de Hóquei em Patins de 2011
O Pan Americanos de Hóquei em Patins é uma competição de Hóquei em Patins com as selecções nacionais do continente Americano. Esta Competição é organizada pela Confederação Pan-Americana de Patinagem. A 8ª Edição realizou-se na cidade de Rosário  , na Argentina entre os dias 9 a 12 de Março.

## Fase Grupo
| Time      | J | V | E | D | GP | GC | SG  | Pts |
| --------- | - | - | - | - | -- | -- | --- | --- |
| Argentina | 3 | 2 | 1 | 0 | 27 | 2  | +25 | 7   |
| Chile     | 3 | 2 | 1 | 0 | 19 | 6  | +13 | 7   |
| Colômbia  | 3 | 1 | 0 | 2 | 13 | 12 | +1  | 3   |
| Uruguai   | 3 | 0 | 0 | 3 | 1  | 40 | −39 | 0   |

|           | ARG | CHI   | COL   | URU    |
| --------- | --- | ----- | ----- | ------ |
| Argentina | –   | 2 – 2 | 5 – 0 | 20 – 0 |
| Chile     |     | –     | 7 – 3 | 10 – 1 |
| Colômbia  |     |       | –     | 10 – 0 |
| Uruguai   |     |       |       | –      |

## Fase Final

### 3º/4º Lugar
| 12 Março | Colômbia | 5 - 4 | Uruguai |  |
|          |          |       |         |  |

### Final
| 12 Março | Argentina | 3 - 2 | Chile |  |
|          |           |       |       |  |

| Pan Americano 2011  |
| ------------------- |
| Argentina 7º Titulo |